# Antoine de Sainte-Anne Galvão
Antoine de Sainte-Anne Galvão, né en 1739 à Guaratinguetá (Brésil) et mort le 23 décembre 1822 à São Paulo (Brésil), est un prêtre franciscain déchaussé reconnu saint par l'Église catholique. Il est le premier saint brésilien.

## Biographie
Antoine Galvão naît en 1739 dans une famille aisée et pieuse de Guaratingueta à environ 175 km2 de São Paulo dans la Vice-royauté du Brésil qui est colonie portugaise. À l'âge de 13 ans, il entre au séminaire des jésuites de Belém, dans l'État de Bahia. Toutefois, il préfère rejoindre les franciscains de Rio de Janeiro où il fait sa profession religieuse et prend le nom d'Antoine de Sainte-Anne. Il veut répondre à sa vocation religieuse en se consacrant aux pauvres, aux malades et aux esclaves de son époque, au Brésil.
En 1762, il est ordonné prêtre et nommé à São Paulo. Là, il se consacre à ses tâches pastorales, en tant que confesseur et conseiller spirituel des religieuses et des fraternités du Tiers-Ordre franciscain.
Il fonde aussi un nouveau monastère, Notre-Dame de l'Immaculée Conception de la Lumière, établissement conceptionniste dans lequel il est inhumé, à la demande des religieuses, le 23 décembre 1822.

## Spiritualité
« Homme de paix et de charité », comme il a été dit de lui, il a vécu sa foi en se dévouant à son prochain, aux esclaves et aux plus pauvres.
Il avait une profonde dévotion pour la Vierge Marie, dont il se disait « le fils et l'esclave perpétuel », et était un profond adorateur de l'Eucharistie.
Par ailleurs, il aimait beaucoup la poésie et la littérature, et était tout particulièrement apprécié pour ses sermons et pour les conseils spirituels qu'il prodiguait.
Il aurait eu aussi des dons d'ubiquité et de lévitation.

## Miracles

### Le miracle des pilules de papier
Tandis qu'il se rendait de Rio de Janeiro à São Paulo, il croisa un homme qui souffrait de calculs rénaux et lui demanda de le guérir. Antonio écrivit alors sur un petit bout de papier les mots : « Post partum, Virgo, inviolata permansisti. Dei genitrix, intercede pro nobis » et demanda à l'homme d'avaler la boulette de papier en récitant la prière. Instantanément celui-ci fut guéri.
Sa réputation franchit les grilles du monastère et l'église où il officiait. De nombreux ex-voto tapissent les murs du sanctuaire de Guaratingueta témoignant des grâces obtenues et des guérisons miraculeuses.
Actuellement les religieuses de São Paulo distribuent encore les minuscules pilules de papier.

### Miracle d'Enzo
Longtemps après la mort du Père Antonio, plusieurs guérisons ont aussi été constatées. En particulier celle qui concerne le jeune Enzo, dont la mère ne parvenait pas à mener à bien ses grossesses. Après avoir pris une des fameuses pilules, elle mena à terme sa nouvelle grossesse et accoucha d'un petit garçon, qui d'ailleurs assista, alors qu'il avait 11 ans, à la canonisation d'Antonio, à São Paulo, en 2007.

## Béatification - canonisation
- Antoine de sainte Anna Galvão est béatifié le 25 octobre 1998 par le pape Jean-Paul II. À cette occasion, le pape, dans son homélie a dit de lui qu'il était « La douceur de Dieu ».
- Il est canonisé le 11 mai 2007 par le pape Benoît XVI, à São Paulo. Premier bienheureux brésilien, il est aussi le premier saint de ce pays.  Plus d'un million de personnes ont assisté à cette cérémonie.
- Sa fête est fixée au 23 décembre, date de son décès.

## Citations du pape Benoît XVI
(extraites de son homélie de canonisation)
« L’exemple de Frère Galvão est significatif en raison de sa disponibilité au service des personnes, à chaque fois qu’il était interpellé ».
« Il fut un conseiller réputé, le pacificateur des âmes et des familles, le dispensateur de la charité, en particulier envers les pauvres et les malades ».
« Il était très recherché pour les confessions, car empli de zèle, de sagesse et de prudence ».

## Sources
- l’Osservatore Romano : 1998 n.43 p. 3
- Documentation Catholique : 1998 n.21 p. 1049